# La Ménitré
La Ménitré is een gemeente in het Franse departement Maine-et-Loire in de regio Pays de la Loire. La Ménitré telde op 1 januari 2022 2.057 inwoners.
De plaats maakt deel uit van het arrondissement Angers en sinds 22 maart 2015 van het op die dag gevormde kanton Angers-7. Daarvoor viel de gemeente onder het kanton Beaufort-en-Vallée.

## Geschiedenis
Jeanne de Laval, weduwe van René I van Anjou, had een landhuis in La Ménitré.
De gemeente werd opgericht in 1824. De gemeente was samengesteld uit verschillende kleine gehuchten en kreeg vanaf 1825 een dorpscentrum met loodrechte straten, uitgetekend door architect Jacques-Louis François. De dorpskerk werd voltooid in 1837.

## Geografie
De oppervlakte van La Ménitré bedroeg op 1 januari 2022 17,37 vierkante kilometer; de bevolkingsdichtheid was toen 118,4 inwoners per km². De plaats ligt aan de Loire.

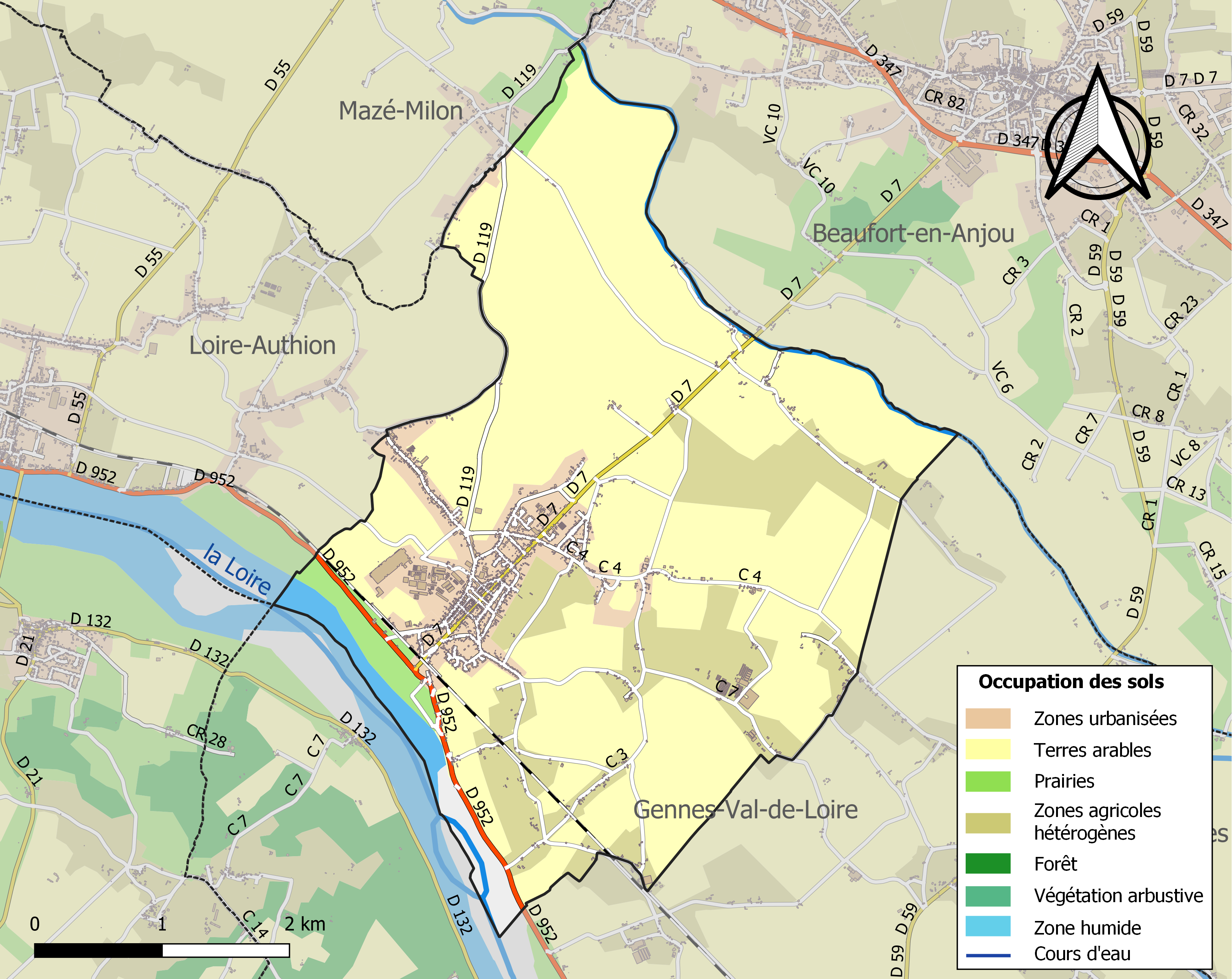
Kaart van de gemeente met de belangrijkste infrastructuur, bodemgebruik en omliggende gemeenten

## Verkeer en vervoer
In de gemeente ligt spoorwegstation La Ménitré.

## Demografie
Onderstaande figuur toont het verloop van het inwonertal (bron: INSEE-tellingen).